# 이응노미술관
이응노미술관(李應魯美術館)은 대전광역시 서구 만년동 소재의 미술관이다. 고암 이응노의 삶과 예술활동을 재조명하고 예술세계를 연구함으로써 한국 미술 발전에 기여하고자 설립되었다.

## 관람 안내

### 관람 시간
- 03월 ~ 10월: 10:00 ~ 19:00 (수요일 21:00 까지)
- 11월 ~ 02월: 10:00 ~ 18:00 (수요일 21:00 까지)

입장시간
- 관람시간 종료 30분전까지

### 휴관일
- 1월 1일, 설날, 추석, 매주 월요일(다만, 월요일이 공휴일인 경우 그 다음 첫 평일 휴관)